# Distretto di Mbarali
Il distretto di Mbarali è un distretto della Tanzania situato nella regione di Mbeya. È suddiviso in 20 circoscrizioni (wards) e conta una popolazione di 300 517 abitanti (censimento 2012).
Elenco delle circoscrizioni: 
- Chimala
- Igava
- Igurusi
- Ihahi
- Imalilosongwe
- Ipwani
- Itamboleo
- Kongolo
- Lugelele
- Luhanga
- Madibira
- Mahongole
- Mapogoro
- Mawindi
- Miyombweni
- Mwatenga
- Ruiwa
- Rujewa
- Ubaruku
- Utengule Usangu